# The Rivers of Belief
The Rivers of Belief je pesma nemačke grupe Enigma, četvrti singl sa prvog albuma „MCMXC a.D.“.
The Rivers of Belief peva Mihaj Krecu, tvorac muzičkog projekta Enigma. Prati ga Sandra, koja je tada supruga pevača, i recituje pesmu koja se pojavljuje na početku.
Pesma sadrži citat iz biblijske knjige Otkrovenja, posebno u stihu 08:01: „I kada jagnje otvori sedmi pečat, tišina zavlada nebom“. Bila je na 68 mestu na listi u Velikoj Britaniji.

## Pesme
1. "The Rivers of Belief (Radio Edit)" – 4:24
2. "The Rivers of Belief (Extended Version)" – 7:49
3. "Knocking on Forbidden Doors" – 3:46

## Spoljašnje veze
- The Rivers of Belief
- discogs.com